# 高橋勝七
高橋 勝七（たかはし かつしち、1868年12月28日（明治元年11月15日） - 1916年（大正5年）4月16日）は、明治時代の政治家、銀行家。衆議院議員（1期）。

## 経歴
東京府本郷根津須賀町（本郷区、東京市本郷区を経て現東京都文京区根津）に生まれ、のち神奈川県三浦郡鴨居村（浦賀町を経て現横須賀市）に移住する。漢学、英学を修め、農業に従事する。1898年（明治31年）浦賀町会議員、1899年（明治32年）同町長を歴任した。ほか、三浦郡会議員、同参事会員、浦賀銀行、武相貯蓄銀行各取締役を務めた。
1904年（明治37年）3月の第9回衆議院議員総選挙では神奈川県郡部から出馬し当選。衆議院議員を1期務めた。